# アントワン・ブロキシー
アントワン・ブロキシー（Antoine Broxsie、1979年11月7日 - ）は、アメリカ合衆国フロリダ州出身のプロバスケットボール選手である。ポジションはフォワード・センター。背番号は21。211cm、116kg。

## 来歴
ミネソタ大学、オクラホマ州立大学出身。
CBAのグランド・ラピッツ・フープスを皮切りに各国のバスケットボールリーグを転々とした後、メキシコリーグのドラドス・デ・チワワを経て、2008年に日本プロバスケットボールリーグ（bjリーグ）の埼玉ブロンコスに入団し、1シーズン所属。bjリーグ 2009-10シーズン開幕直後、高松ファイブアローズに加入。
シーズン終了後に高松を退団した後はベネズエラや台湾のチームでのプレーを経て、2012年2月、千葉ジェッツに入団。
ブロックショットを得意としていて、bjリーグ 2008-09シーズンランキング3位、2009-10ランキング1位、2011-2012ランキング3位。リバウンド2009-10ランキング4位。日本での愛称はポニョ、サザエ。ともに容姿、風貌が似ていることから来ている。

## 成績
| シーズン         | チーム | GP | GS | MPG  | FG%  | 3P%  | FT%  | RPG  | APG | SPG | BPG | TO  | PPG  |
| ---------------- | ------ | -- | -- | ---- | ---- | ---- | ---- | ---- | --- | --- | --- | --- | ---- |
| bjリーグ 2008-09 | 埼玉   | 52 | 45 | 24.1 | .496 | .143 | .506 | 8.1  | 1.1 | 0.6 | 2.2 | 1.5 | 6.6  |
| bjリーグ 2009-10 | 高松   | 47 | 41 | 32.4 | .517 | .000 | .645 | 12.3 | 1.0 | 0.6 | 2.9 | 1.9 | 11.9 |
| bjリーグ 2011-12 | 千葉   | 26 | 26 | 23.5 | .493 | .000 | .767 | 7.0  | 1.1 | 0.5 | 2.5 | 1.3 | 6.3  |